# Boxe nos Jogos Pan-Americanos de 2019 - Peso leve
A categoria até 60 kg ou leve do boxe nos Jogos Pan-Americanos de 2019, foi disputada entre 27 e 1 de agosto na Villa Desportiva Regional de Callao, no Coliseu Miguel Grau.

## Calendário
Horário local (UTC-5).
| Data        | Horário | Fase             |
| ----------- | ------- | ---------------- |
| 27 de julho | 18:30   | Quartas-de-final |
| 30 de julho | 18:30   | Semifinal        |
| 1 de agosto | 19:00   | Final            |

## Medalhistas
| Ouro   | CUB Lázaro Álvarez                     |
| Prata  | DOM Leonel de los Santos               |
| Bronze | PER Leodan Pezo VEN Luis Angel Cabrera |

## Resultados
Os resultados foram os seguintes. 

### Chave
|  | Quartas de final         | Quartas de final         | Quartas de final |  |  | Semifinal                | Semifinal                | Semifinal                |   |                    | Final              | Final | Final |
|  |                          |                          |                  |  |  |                          |                          |                          |   |                    |                    |       |       |
|  |                          |                          |                  |  |  |                          |                          |                          |   |                    |                    |       |       |
|  |                          |                          |                  |  |  | CUB Lázaro Álvarez       | CUB Lázaro Álvarez       | RSC                      |   |                    |                    |       |       |
|  | PER Leodan Pezo          | PER Leodan Pezo          | 4                |  |  | PER Leodan Pezo          | PER Leodan Pezo          |                          |   |                    |                    |       |       |
|  | PAN Orlando Martínez     | PAN Orlando Martínez     | 1                |  |  |                          |                          |                          |   | CUB Lázaro Álvarez | CUB Lázaro Álvarez | 3     |       |
|  | USA Bruce Carrington     | USA Bruce Carrington     | 0                |  |  |                          | DOM Leonel de los Santos | DOM Leonel de los Santos | 2 |                    |                    |       |       |
|  | DOM Leonel de los Santos | DOM Leonel de los Santos | 5                |  |  | DOM Leonel de los Santos | DOM Leonel de los Santos | WO                       |   |                    |                    |       |       |
|  | JAM Shiloh Defreitas     | JAM Shiloh Defreitas     | 1                |  |  | VEN Luis Angel Cabrera   | VEN Luis Angel Cabrera   |                          |   |                    |                    |       |       |
|  | VEN Luis Angel Cabrera   | VEN Luis Angel Cabrera   | 4                |  |  |                          |                          |                          |   |                    |                    |       |       |
|  |                          |                          |                  |  |  |                          |                          |                          |   |                    |                    |       |       |
|  |                          |                          |                  |  |  |                          |                          |                          |   |                    |                    |       |       |